# Maurice Ourry

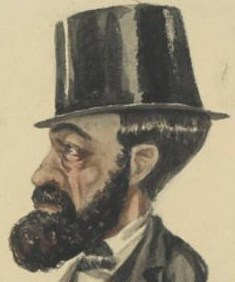
Ritratto di Maurice Ourry

Maurice Ourry (Bruyères-le-Châtel, 19 ottobre 1776 – Parigi, 19 febbraio 1843) è stato un drammaturgo, poeta e giornalista francese.

## Biografia
Studiò al Collège de Jully e si trasferì a Parigi nel 1794. La sua carriera è iniziata con il primo vaudeville, La danse interrompue, che è stato un grande successo. Ma i brani che seguiranno, seppur numerosi, non raggiungeranno gli stessi risultati.
Editore del Journal des arts e del Journal de Paris, di cui divenne caporedattore, fondò, in seguito il Nouveau journal de Paris, dedicato esclusivamente alle arti e alla letteratura. Contribuì anche all'Encyclopédie des gens du monde e al Dictionnaire de la conversation.
Le sue opere furono rappresentate sui più grandi palcoscenici parigini del XIX secolo: Théâtre du Vaudeville Théâtre des Variétés, Théâtre de la Gaîté-Montparnasse.
Membro del Caveau Moderne e dei Soupers de Momus, gravemente malato, morì in seguito a un'operazione nel 1843.

## Opere

### Teatro
- 1795: La danse interrompue, vaudeville in 1 atto, con Pierre-Yves Barré;
- 1807: La Ligue des femmes ou le Roman de la rose, commedia aneddotica in 1 atto, in prosa e in vaudevilles, con René de Chazet;
- 1807: Le Loup-garou, commedia in 1 atto e in prosa, con Francis baron d'Allarde;
- 1807: Quitte à quitte, ou les Jeunes vieillards, commedia in 1 atto e in prosa, mista a vaudevilles, con Henri-Zozime de Valori;
- 1808: Les Amours de Braillard, ou Tout le monde in veut, imitazione burlesca degli Amours de Bayard di Monvel, in 1 atto, in prosa;
- 1808: Le Mari juge et partie, commedia in 1 atto e in versi, con de Chazet;
- 1809: Monsieur Asinard ou Le volcan de Montmartre; folie in 1 atto, con de Chazet;
- 1809: Le fils par hasard, ou Ruse et folie, commedia in 5 atti, in prosa, con de Chazet;
- 1809: Le Jardin, turc, folie in un atto, con distici;
- 1810: Les baladines, imitazione burlesca di Bayadères di Jouy, folie in 1 atto, in prosa, con distici;
- 1810: Le mai d'amour ou Le rival complaisant, commedia in 1 atto, con de Chazet;[1]
- 1810: Les commissionnaires, commedia in 1 atto;
- 1810: Prologue des Ruines de Rome ,
- 1810: Les Époux de trois jours, ou J'enlève ma femme, commedia in 2 atti, in prosa, con vaudevilles, con Charles-François-Jean-Baptiste Moreau de Commagny;
- 1810: L'attour dans sa loge, prologo in maschera, con François-Marie Mayeur de Saint-Paul;
- 1811: Mahomet Barbe-bleue, imitazione burlesca di Mahomet II, in prosa e in 1 atto, con distici, con Jean-Toussaint Merle;
- 1811: Prologue d'Arlequin cendrillon;[2]
- 1811: Les Sabines de Limoges, ou l'Enlèvement singulier, vaudeville eroico in 1 atto, con Philibert Rozet e Henri Simon;
- 1811: L'Enfant prodigue, ou le Panier percé, folie in un atto, con distici;
- 1811: Les Hommes femmes, folie in 1 atto con distici, con de Chazet;
- 1811: Irons-nous à Paris? ou Revue de l'an 1810, vaudeville in 1 atto, con Merle;
- 1811: Saphirine, ou le Réveil magique, mélo-féerie in 2 atti e à grand spectacle, preceduta da Livre du destin, prologo, con Merle;
- 1812: Une journée de garnison, commedia in 1 atto, con Merle;
- 1812: Paris volant, ou la Fabrique d'ailes, folie-episodica in 1 atto in prosa e in vaudevilles, con Moreau de Commagny e Emmanuel Théaulon;
- 1812: Crispin financier, commedia in 1 atto, con Merle;
- 1812: La Chevalière d'Éon, ou les Parieurs anglais, commedia in 1 atto, in prosa, in vaudeville, con Moreau de Commagny;[3]
- 1812: L'Anglais à Bagdad, commedia-aneddotica in 1 atto, in prosa, in vaudevilles, con Moreau de Commagny e Théaulon;
- 1812: La Famille mélomane, commedia in 1 atto, con de Chazet;
- 1812: La Houillière de Beaujonc, ou les Mineurs ensevelis, gran tableau storico;
- 1812: Jérusalem déshabillée, parodia in un atto, in prosa e in vaudevilles dell'opera La Jérusalem délivrée di Pierre Baour-Lormian, con Moreau de Commagny e Théaulon;
- 1814: La Jeunesse de Henri IV ou La Chaumière béarnaise, commedia in 1 atto, con distici, con Brazier e Merle;
- 1814: L'Habit de Catinat, ou La Journée de Marseille, commedia in 1 atto, con distici, con Merle;
- 1815: La Batelière du Loiret, commedia in 1 atto e in vaudevilles, con de Chazet;
- 1816: La fille grenadier, commedia in 1 atto, con Merle;
- 1818: La Leçon d'amour, ou le Rival complaisant, commedia in 1 atto, in prosa, in vaudevilles, con Merle;
- 1818: La Maison de Pantin, commedia in 1 atto, con Merle;
- 1820: Et nous aussi nous chantons les vêpres, ou Fanfan Laqueue aux Vêpres siciliennes de Casimir Delavigne;
- 1821: Pierre, Paul et Jean, commedia-vaudeville in 2 atti, con Sewrin;
- 1821: Monsieur Blaise, ou les Deux Châteaux, commedia in 2 atti, con vaudevilles, con Sewrin;
- 1822: Thompson et Garrick, ou l'Auteur et l'attour, commedia in 1 atto e in versi, con vaudevilles, con Jacques-André Jacquelin;
- 1822: Ninette à la Cour, pièce d Charles-Simon Favart, riscritta con cambiamenti, con Armand d'Artois;
- 1822: L'Écarté, ou Un lendemain de bal, commedia in 1 atto e in vaudevilles, con de Chazet e Jacquelin;
- 1823: Les mauvaises têtes, commedia in 1 atto, con Sewrin;
- 1831: Voltaire à Francfort, commedia aneddotica in 1 atto, con Brazier;
- 1834: L'Enfance de Boïeldieu, opéra-comique et anecdotique in 1 atto, musica di Boïeldieu;[4][5]

### Poesia e altri scritti
- 1811: Ode sur la naissance du roi de Rome;
- 1815: Malesherbes à St-Denis, poema elegiaco;
- 1817: Poèmes, poésies fugitives, romances, chansons;
- 1817: Soirées dramatiques de Jérôme le porteur d'eau;
- 1818: Épître au Roi;
- 1818: La France délivrée, ode;
- 1821: La Peste de Barcelonne ou le Dévouement français, poema;
- 1822: La Morale du Vaudeville, canzoniere per bambini e ragazzi dei due sessi;
- 1824: Les Funérailles de Louis XVIII, strofe;
- 1825: Le Sacre de Charles X, ode;
- 1825: Le nouveau caveau pour 1825;[6]
- 1826: Les Bourbons et la France, poemi, odi, stanze, epistole, etc., seguito dalla traduzione in versi di La Boucle de cheveux enlevée (Il ricciolo rapito), di Alexander Pope;
- 1841: Conquêtes de l'homme, le puits artésien de Grenelle, poema lirico;
- 1841: Épître à Mlle Mars sur l'annonce de sa retraite;
- 1843: Chants et chansons populaires de la France, con Théophile Marion Dumersan, Paul Lacroix e Antoine Le Roux de Lincy;

## Onorificenze
- Croce della Legion d'Onore (1827)